# Vietteania intestata
Vietteania intestata är en fjärilsart som beskrevs av Walker 1856. Vietteania intestata ingår i släktet Vietteania och familjen nattflyn. Inga underarter finns listade i Catalogue of Life.